# Trévérec
Trévérec (tiếng Breton: Trevereg) là một xã của tỉnh Côtes-d’Armor, thuộc vùng Bretagne, tây bắc Pháp.

## Dân số
Người dân ở Trévérec được gọi là Trévérecois.